# Belantih
Belantih is een bestuurslaag in het regentschap Bangli van de provincie Bali, Indonesië. Belantih telt 2355 inwoners (volkstelling 2010).